# Мезопланета

Сравнительные размеры мезопланет

Мезопланета — термин, придуманный Айзеком Азимовым для обозначения планетных тел, по величине меньше Меркурия, но крупнее Цереры. Если определять величину линейными измерениями или объёмом, мезопланеты должны быть от 1000 до 5000 км в диаметре. Под эту классификацию попадают Эрида, Плутон, Макемаке, Хаумеа, Седна, Орк и Квавар. К ним также могут присоединиться такие объекты как 2002 TC302 и Варуна, если их размеры окажутся ближе к верхней границе текущих оценок.

## Происхождение термина
Термин «мезопланета» был впервые использован Азимовым в статье «Что в имени?», впервые опубликованной в конце 1980-х в «Лос-Анджелес таймс», и в 1991 году перепечатанной в его книге «Новые возможности». В статье Азимов отметил, что в Солнечной системе имеется большое число планетных тел (в отличие от Солнца и спутников планет), и заявил, что любая выбранная граница между большими и малыми планетами произвольна. Азимов затем указал, что существует большой разрыв в размерах между Меркурием — самым малым из больших планет — и Церерой — крупнейшей малой планетой.
Только одно планетное тело из известных в то время, Плутон, попадает в этот интервал.
Вместо того чтобы произвольным образом отнести Плутон к числу основных или малых планет, Азимов предложил любые планетные тела, по размеру занимающее промежуточное положение между Меркурием и Церерой, именовать мезопланетами (др.-греч. μέσος — средний, промежуточный).
С 2000 года было открыто несколько транснептуновых объектов, по размеру меньше Меркурия, но больше Цереры. Это подкрепляет доводы в пользу выделение особой категории планетных тел — мезопланет.
В 2006 году Международный астрономический союз принял определение для категории карликовых планет, в которую вошли Церера, Плутон, Эрида, а позднее Макемаке и Хаумеа.

## Важное примечание
Термин Азимова не следует путать с термином «мезопланета», обозначающим класс жизнепригодности планет.